# 雪崩搜救犬

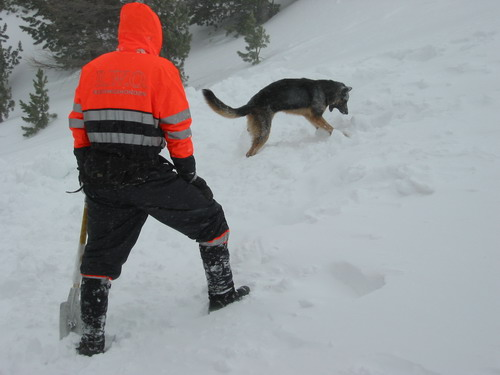
一隻雪崩搜救犬正在雪地上搜索失蹤者。

雪崩搜救犬（英語：Avalanche dogs）是搜救犬的一種，主要工作是協助搜救人員搜索雪崩事故的受困者。牠們對救災發揮著很大的作用，可以在大約5到10分鐘之內搜遍一個足球場大小的地區，比搜救人員的速度還要快很多。
拉不拉多與黃金獵犬等皆是常見擔綱雪崩搜救犬的品種。

## 外部連結
- 加拿大雪崩搜救犬協會官網 （页面存档备份，存于）（英文）